# Colymbetes koenigi
Colymbetes koenigi är en skalbaggsart som beskrevs av Zaitzev 1927. Colymbetes koenigi ingår i släktet Colymbetes och familjen dykare. Inga underarter finns listade i Catalogue of Life.